# Apoecis
Apoecis é um gênero de mariposa pertencente à família Acrolophidae.